# Den man elsker (film fra 2007)
Den man elsker er en svensk dramafilm fra 2007, skrevet af Kim Fupz Aakeson og instrueret af Åke Sandgren. Filmen har blandt andre Sofia Ledarp, Jonas Karlsson og Rolf Lassgård i hovedrollerne.
Den man elsker vandt i 2008 en Guldbagge for bedste kvindelige hovedrolle for Ledarp.

## Handling
Lena er lige kommet ud af et langt voldeligt forhold med Hannes. Hun er glad igen; hun har et nyt job og hun er flyttet sammen med Alf, hendes nye fantastiske mand. Hun lider af svimmelhedsanfald, som er resultat af de slag som hun modtog, men ellers har hun et godt liv sammen med Alf. Hannes har været i behandling, mens han var i fængsel. Han har anerkendt og accepteret sine handlinger, og ved hvor voldeligt han behandlede Lena og kender til de traumatiske oplevelser, hun har været igennem pga. ham. Men et tilfældigt møde mellem Hannes og Lena bliver starten på følelsesmæssigt kaos for alle parter. Lenas gamle veninde bliver rasende. Hun tror ikke et øjeblik på at Hannes har forandret sig på nogen måde. Hun vil ikke se på at Lena bliver mishandlet igen.

## Medvirkende (i udvalg)
- Sofia Ledarp som Lena
- Jonas Karlsson som Hannes
- Rolf Lassgård som Alf
- Gustaf Hammarsten som Björn
- Mårten Klingberg som psykoterapeut
- Sten Elfström som mand i behandling